# 1194년

## 연호
- 남송(南宋) 소희(紹熙) 5년
- 금(金) 명창(明昌) 5년
- 일본(日本) 겐큐(建久) 5년
- 서하(西夏) 천경(天慶) 원년
- 리 왕조(李朝) 티엔뜨자투이(天資嘉瑞) 9년

## 기년
- 남송(南宋) 광종(光宗) 5년
- 금(金) 장종(章宗) 5년
- 고려(高麗) 명종(明宗) 24년
- 서하(西夏) 환종(桓宗) 원년
- 리 왕조(李朝) 고종(高宗) 19년

## 사건
- 돌궐의 일부 부족이 건국한 셀주크 투르크 제국 멸망

## 탄생
- 12월 26일 - 신성로마제국의 프리드리히 2세

## 사망
- 고려(高麗)의 문신(文臣)은 김사미(金沙彌)
- 고려(高麗)의 무신(武臣) 이광정(李光挺)